# Alianța Renault–Nissan–Mitsubishi
Renault-Nissan este o alianță creată în anul 1999 între companiile Renault și Nissan. În prezent (iunie 2008) Renault deține 44,3% din Nissan, în timp ce Nissan are în cadrul Renault un pachet de acțiuni de 15%. Carlos Ghosn este CEO al ambelor companii.
În anul 2006, alianța a vândut 5,9 milioane de vehicule, ceea ce reprezintă 9% din piața mondială. Alianța Renault-Nissan se numără între primii 4 producători auto din lume. Alianța deține cinci mărci: Nissan și Infiniti pentru Nissan, și Renault, Dacia și Samsung pentru grupul Renault.
În mai 2008, alianța Renault-Nissan și Bajaj Auto au anunțat că vor înființa o companie mixtă care va dezvolta, produce și comercializa o mașină low-cost, cu un preț de pornire de la 2.500 de USD, ce va fi lansată pe piață la începutul anului 2011, au anunțat reprezentanții celor două companii.
În 2010, Alianța Renault-Nissan a reușit să se claseze pe locul 3 în topul vânzărilor cu un număr de 7.276.398 de unități comercializate, devansând astfel grupul german Volkswagen.